# Santo cachón
Santo cachón es una película colombiana de 2018 dirigida por Andrés Felipe Orjuela con guion de Fernando Ayllón. Estrenada el 26 de julio de 2018, la película contó con las actuaciones de Alejandro Gutiérrez, José Manuel Ospina, Jimmy Vásquez, Shirley Marulanda, Aída Morales, Elianis Garrido y Nanis Ochoa.

## Sinopsis
Carlos es un exitoso ejecutivo casado con la hermosa y sensual Claudia. Aunque a simple vista parece un matrimonio feliz, Claudia guarda en secreto una gran cantidad de infidelidades. Cuando Carlos la descubre, decide vengarse de ella ayudado por su amigo Antonio, sin embargo, su vida se pone en riesgo, ya que el último de los amantes de Claudia esconde una deuda con la mafia.

## Reparto
- Alejandro Gutiérrez es Carlos
- Nanis Ochoa es Claudia
- José Manuel Ospina es Antonio
- Aída Morales es Nidia
- Jorge Córdoba es El Miope
- Elianis Garrido es Tatiana
- Jimmy Vásquez es Jorge
- Shirley Marulanda es Milena